# Eliza Capai

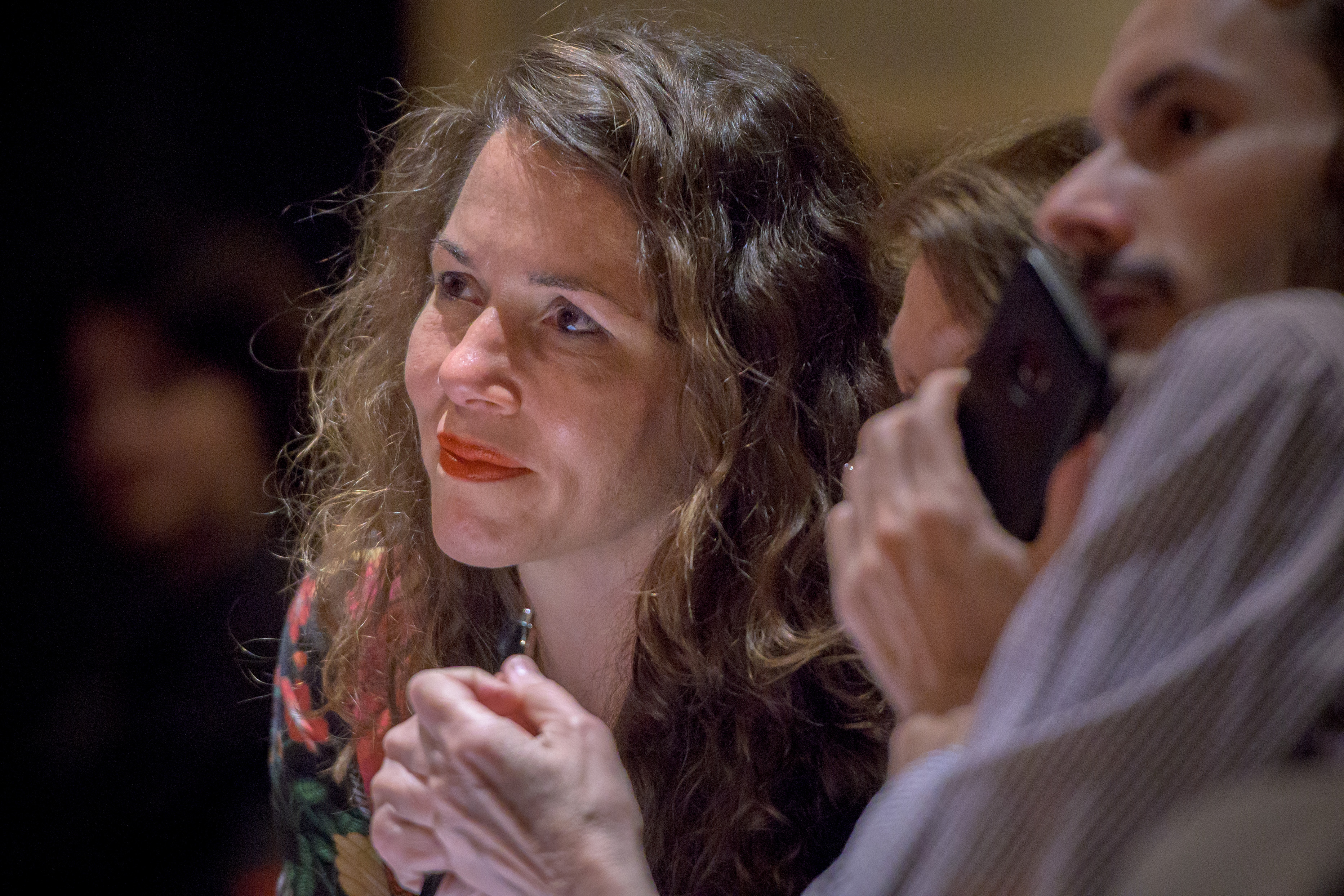
Eliza Capai (2019)

Eliza Ribeiro Capai (anhörenⓘ * 20. Oktober 1979 in São Paulo) ist eine brasilianische Filmregisseurin, Drehbuchautorin, Kamerafrau und Journalistin.

## Leben und Werk
Eliza Capai studierte Journalismus an der Universität von São Paulo   und war Fellow des MIT Open Documentary Lab.
Ihr erster Langfilm, Tão longe é aqui (Here is so far), entstand während einer siebenmonatigen Reise durch Afrika und dokumentiert Begegnungen mit Frauen. O jabuti e a anta thematisiert die Dürre in der Region um São Paulo und untersucht den Bau riesiger Wasserkraftwerke im Amazonas-Regenwald und dessen Auswirkungen auf die Umwelt und den Lebensraum der indigenen Bevölkerung.
Espero tua (Re)volta (Your Turn) folgt einer Gruppe von Jugendlichen, die an den Bildungsprotesten in Brasilien zwischen 2013 und 2018 beteiligt waren. Der Film war auf über 100 Festivals zu sehen, darunter auf der Berlinale 2019, wo er mit dem Friedensfilmpreis und dem Amnesty International Filmpreis ausgezeichnet wurde.
Capai führte Regie bei der ersten brasilianischen Netflix-Serie, der True-Crime-Serie Elize Matsunaga: Es war einmal ein Mord, die 2020 veröffentlicht wurde.
Ihr nächster Dokumentarfilm, Incompatível com a vida (Incompatible with Life) beschäftigt sich mit den Auswirkungen der Kriminalisierung von Schwangerschaftsabbruch in Brasilien. Ausgehend von Capais eigener Erfahrung porträtiert der Film Frauen, die trotz einer Diagnose, dass ihr Kind nicht lebensfähig sein werde, in Brasilien keinen Zugang zu Schwangerschaftsabbruch haben.

## Filmografie
- 2013: Tão longe é aqui (Here is so far); Regie
- 2014: No devagar depressa dos tempos (As time flies slowly by) (Kurzfilm); Regie, Drehbuch und Kamera
- 2015: 35 y soltera (35 and single); Kamera
- 2016: O Jabuti e a Anta (The Tortoise and the Tapir); Regie, Drehbuch und Kamera
- 2017: #Resistência (#Resistance); Regie und Drehbuch
- 2019: Espero tua (Re)volta (Your Turn); Regie, Drehbuch und Kamera
- 2021: Elize Matsunaga: Es war einmal ein Mord (Elize Matsunaga: Era Uma Vez Um Crime, Miniserie); Regie
- 2023: Incompatível com a vida (Incompatible with Life); Regie und Kamera

## Auszeichnungen (Auswahl)
- 2013:

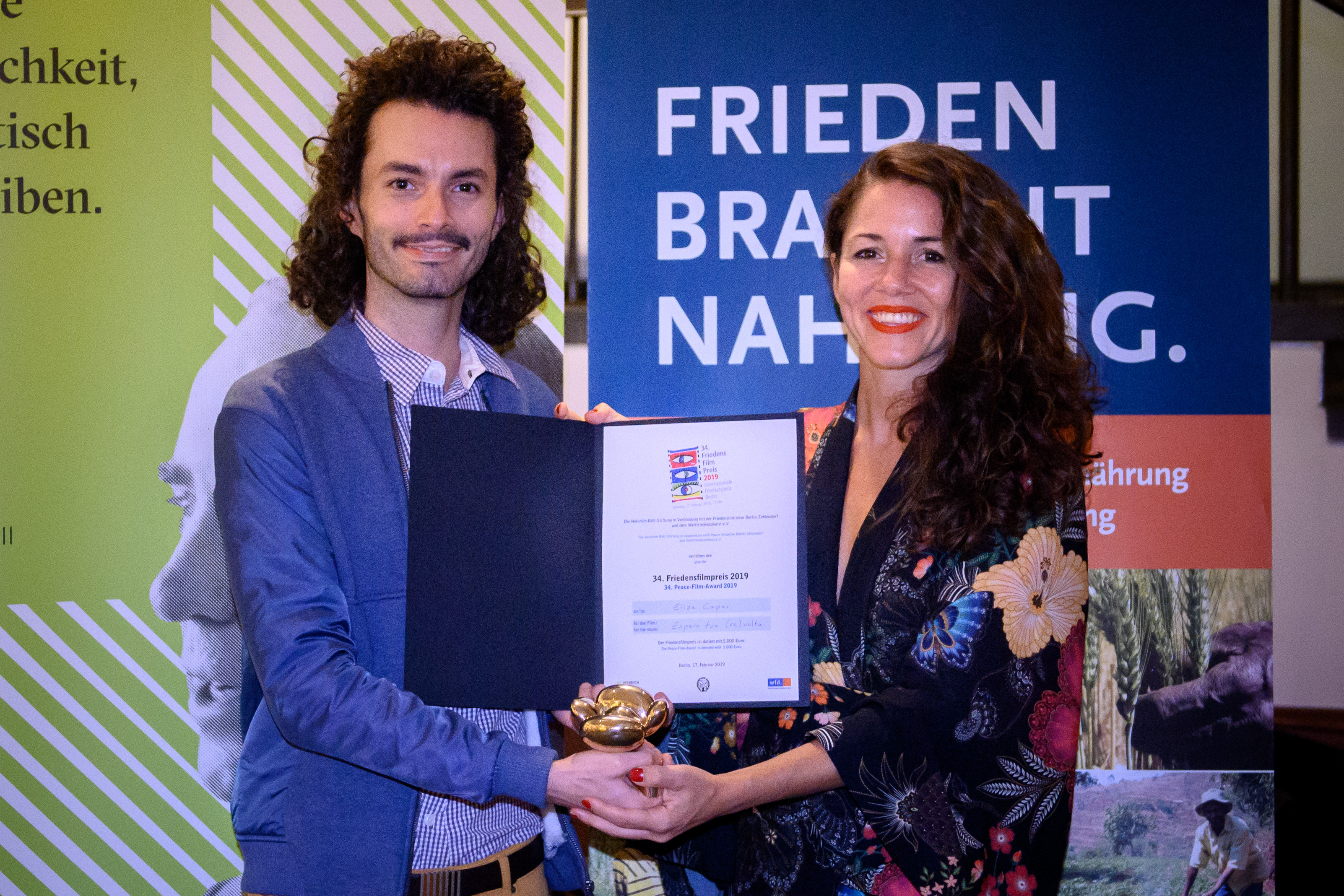
Eliza Capai (rechts) mit Yuri Amaral bei der Verleihung des Friedensfilmpreises 2019

  - Festival do Rio: Festivalpreis „New Trends“ für Tão longe é aqui
- 2019
  - Friedensfilmpreis für Espero tua (re)volta
  - Amnesty International Filmpreis für Espero tua (re)volta
  - Hamburg International Queer Film Festival: „Bester Film“ für Espero tua (re)volta
  - Recife Cinema Festival
    - „Special Jury Award“ – Bester Film für Espero tua (re)volta
    - „Calunga Trophy“ – Bester Schnitt für Espero tua (re)volta, geteilt mit Yuri Amaral
    - „Calunga Trophy“ – Bestes Dregbuch für Espero tua (re)volta
    - „Critics Award“ – Bester Film für Espero tua (re)volta

  - Olhar de Cinema – Curitiba International Film Festival: „Olhares Brazil Film Award“ für Espero tua (re)volta
  - Internationales Dokumentarfilmfestival von Yamagata: „Award of Excellence“ für Espero tua (re)volta
- 2020
  - RapidLion Film Festival (South African International Film Festival): „Bester Film“ für Espero tua (re)volta